# 유럽 여자 야구 선수권 대회
유럽 여자 야구 선수권 대회(Women's European Baseball Championship)는 WBSC 유럽이 주관하는 국제 야구 대회로 2019년 첫 대회가 개최되었다. WBSC 여자 야구 월드컵의 유럽 지역 예선을 겸한다.

## 역대 대회
| 연도 | 개최국 |        | 우승     | 준우승   | 3위 |
| ---- | ------ | ------ | -------- | -------- | --- |
| 2019 | 프랑스 | 프랑스 | 네덜란드 | 체코     |     |
| 2022 | 프랑스 | 프랑스 | 체코     | 네덜란드 |     |